# Whangarei District
Whangarei District är en territoriell myndighet i regionen Northland i norra Nya Zeeland. Whangarei är administrativt centrum och distriktet hade 90 960 invånare vid folkräkningen 2018.

## Geografi
Distriktet är det till ytan minsta i regionen Northland. Det gränsar till Far North District i norr och i sydväst till Kaipara District. Whangarei Districts östra sida utgörs av havskust, den totala kuststräckan är 270 kilometer.
Whangarei är distriktets största och enda stad. Större orter är Hukerenui, Hikurangi, Titoki, Portland, Ruakaka och Waipu.
Genom Whangarei District flyter ett flertal floder och åar, de flesta korta med relativt små avrinningsområden. I distriktet ingår också ögrupperna Poor Knights Islands och Hen and Chicken Islands. Inga av öarna är bebodda och de är alla naturskyddsområden.

## Ekonomi
Distriktets arbetskraft bestod 2013 av 30 670 anställda i 9 017 företag.
De fem största industrierna sett till antal anställda är:
- hälso- och sjukvård, samt socialtjänst (17%)
- detaljhandel (11,3%)
- tillverkningsindustri (10,8%)
- utbildning (9,3%)
- byggindustri (6,7%)

Procenttalen anger andel av det totala antalet anställda.

## Befolkning
Vid folkräkningen 2018 hade Whangarei District 90 960 invånare, vilket utgör 1,9 % av Nya Zeelands befolkning.

### Befolkningsutveckling
| Befolkningsutvecklingen i Whangarei District 1991–2018 | Befolkningsutvecklingen i Whangarei District 1991–2018 | Befolkningsutvecklingen i Whangarei District 1991–2018 | Befolkningsutvecklingen i Whangarei District 1991–2018 | Befolkningsutvecklingen i Whangarei District 1991–2018 |
| ------------------------------------------------------ | ------------------------------------------------------ | ------------------------------------------------------ | ------------------------------------------------------ | ------------------------------------------------------ |
|                                                        |                                                        |                                                        |                                                        |                                                        |
| År                                                     |                                                        |                                                        | Folkmängd                                              |                                                        |
| 1991                                                   | 1991                                                   |                                                        | 62 256                                                 |                                                        |
| 1996                                                   | 1996                                                   |                                                        | 66 747                                                 |                                                        |
| 2001                                                   | 2001                                                   |                                                        | 68 094                                                 |                                                        |
| 2006                                                   | 2006                                                   |                                                        | 74 463                                                 |                                                        |
| 2013                                                   | 2013                                                   |                                                        | 76 995                                                 |                                                        |
| 2018                                                   | 2018                                                   |                                                        | 90 960                                                 |                                                        |
|                                                        |                                                        |                                                        |                                                        |                                                        |